# Juan Sinadeno
Juan Comneno Ángelo Sinadeno (en griego: Ἰωάννης Κομνηνός Ἄγγελος Συναδηνός; transl. Ioannes Komnenos Angelos Synadenos) fue un noble y líder militar bizantino con el título de gran estratopedarca durante los reinados de Miguel VIII Paleólogo y Andrónico II Paleólogo.

## Historia
Sinadeno aparece en 1276/1277, cuando, junto con el gran conostaulo Miguel Cabalario, dirigió un ejército contra el gobernante independiente de Tesalia, Juan I Ducas. El ejército bizantino fue derrotado en la batalla de Farsalo, y el propio Sinadeno fue capturado, mientras que Cabalario fue muerto cuando intentaba huir. Fue liberado o rescatado de su cautiverio, y en 1281 participó en la campaña contra los angevinos en Albania que condujo a una victoria bizantina en Berat.
 Finalmente, en 1283, participó en otra campaña contra Juan Ducas, bajo Miguel Tarcaniota.
Eventualmente, Sinadeno se retiró a un monasterio con el nombre monástico de Joaquim. Después de su muerte (en algún momento entre 1310-1328), su esposa Teodora Paleóloga, hija de Constantino Ángelo Comneno Ducas Paleólogo, el medio-hermano de Miguel VIII Paleólogo, e Irene Comnena Láscarina Branaina, se convirtió en monja con el nombre de Teódula, y fundó el Convento de la Madre de Dios Bebaia Elpis («Justa Esperanza») en Constantinopla. El typikon del convento (o también llamado typikon Lincoln College), de autoría principalmente de Teodora, incluyen representaciones prodigiosas de los miembros de su familia.

## Familia
Con Teodora, Juan tuvo cuatro hijos, que eran supuestamente muy jóvenes cuando murió:
- Juan Sinadeno, gran conostaulo.[8][9]
- Eufrosine Sinadena, que fue prometida para tomar los votos monásticos desde la infancia, y fue la segunda fundadora de Bebaia Elpis junto con su madre.[10][6]
- Una hija de nombre desconocido, que cierta vez fue considerada como posible novia para el emperador búlgaro Teodoro Svetoslav.[3]
- Teodoro Sinadeno, protostrator, desempeñó un papel principal en las guerras civiles bizantinas en la primera mitad del siglo xiv.[11][12]